# Wiesen (Zwitserland)
Wiesen (Reto-Romaans: Tain; Walserduits: an de Wise) is een plaats en voormalige gemeente in het Zwitserse kanton Graubünden, en maakt deel uit van het district Prättigau/Davos. Tot 31 december 2008 was Wiesen een autonome gemeente maar het fuseerde op 1 januari 2009 met Davos na een referendum in beide gemeenten.
Wiesen telt 347 inwoners.
Bij Wiesen ligt het Wiesenviaduct van de Rhätische Bahn die hier de Landwasser overbrugt.